# Bečov nad Teplou
Bečov nad Teplou (Duits: Petschau) is een klein stadje in de Tsjechische regio Karlsbad. De stad ligt in het beschermde natuurgebied Slavkovský les (Kaiserwald) op 532 meter hoogte aan de rivier Teplá.

## Geschiedenis
Bečov nad Teplou werd aan het begin van de 13e eeuw door de familie Hrabišice gesticht. Uit 1314 stamt de eerste vermelding van het kasteel Bečov, die op dat moment in eigendom was van Boreš z Rýzmburka en zijn broer Slavko. Deze broers kregen in 1354 van keizer Karel IV het recht om goud en zilver te winnen in de regio rondom Bečov. Over deze ontwikkelingen is niet veel bekend, aangezien de eerste vermelding van het dorp Bečov stamt uit 1387.
In 1399 kreeg Bečov stadsrechten. De stad veranderde in de daarop volgende 15e eeuw driemaal van eigenaar. In 1407 werd de familie Hasenburg eigenaar, maar niet voor lang, want in 1411 werd de stad eigendom van de heren van Plauen. Al snel raakte Bečov nu in oorlog, en in 1430 werd de stad belegerd door de hussieten. Uit 1481 stamt de eerste vermelding van de brouwerij in de stad. Koning Wladislaus vond in 1482 dat stadsrechten alleen nog niet genoeg waren voor de stad, maar dat Bečov ook een eigen wapen moest krijgen. Dat gebeurde op 19 september van dat jaar. In 1495 kreeg de stad weer nieuwe eigenaren. Ditmaal werd het eigendom van Rabštejn.
In de jaren 1621 en 1622 werd de stad getroffen door een grote brand en de pest. Nadat in 1671 een nieuw stadhuis was gebouwd sloeg in 1679 de pest nog een keer toe.
De priester P.L. Schusser richtte in 1738 een soort muziekschool op in Bečov. Al snel had deze vereniging ongeveer 600 leden. Een aantal jaren later, tussen 1750 en 1753 werd het nieuwe barokkasteel gebouwd. Vanaf dat moment (1752) tot 1813 was de stad eigendom van de familie Kounic. In 1760 werd de stad opnieuw voor een groot deel verwoest: 130 huizen en de kerk brandden uit. Er moest nu natuurlijk een nieuwe kerk komen. Tussen 1763 en 1767 werd de Sint-Joriskerk, die ontworpen was door Franz Pöpperle, ontworpen. Het werd een kerk zonder toren.
Zoals eerder gezegd duurde de heerschappij over de stad door de familie Kounic tot 1813. In dat jaar werd Bečov namelijk gekocht door de Belgische hertog Frederik de Beaufort-Spontini. Acht jaar later, in 1821, liep een groot deel van de stad onder water door een grote overstroming van de Teplá.
Vanaf 1850 was Bečov zetel van de districtsrechtbank. Dit zou het tot 1949 blijven. In 1898 werden een station in Bečov en twee spoorlijnen langs Bečov geopend. Op 10 november de spoorlijn van Rakovník naar Bečov en op 17 december de lijn van Karlsbad naar Mariënbad. Drie jaar later (1901) werd nog een spoorlijn geopend. Deze liep van Krásný Jez via Horní Slavkov naar Loket.

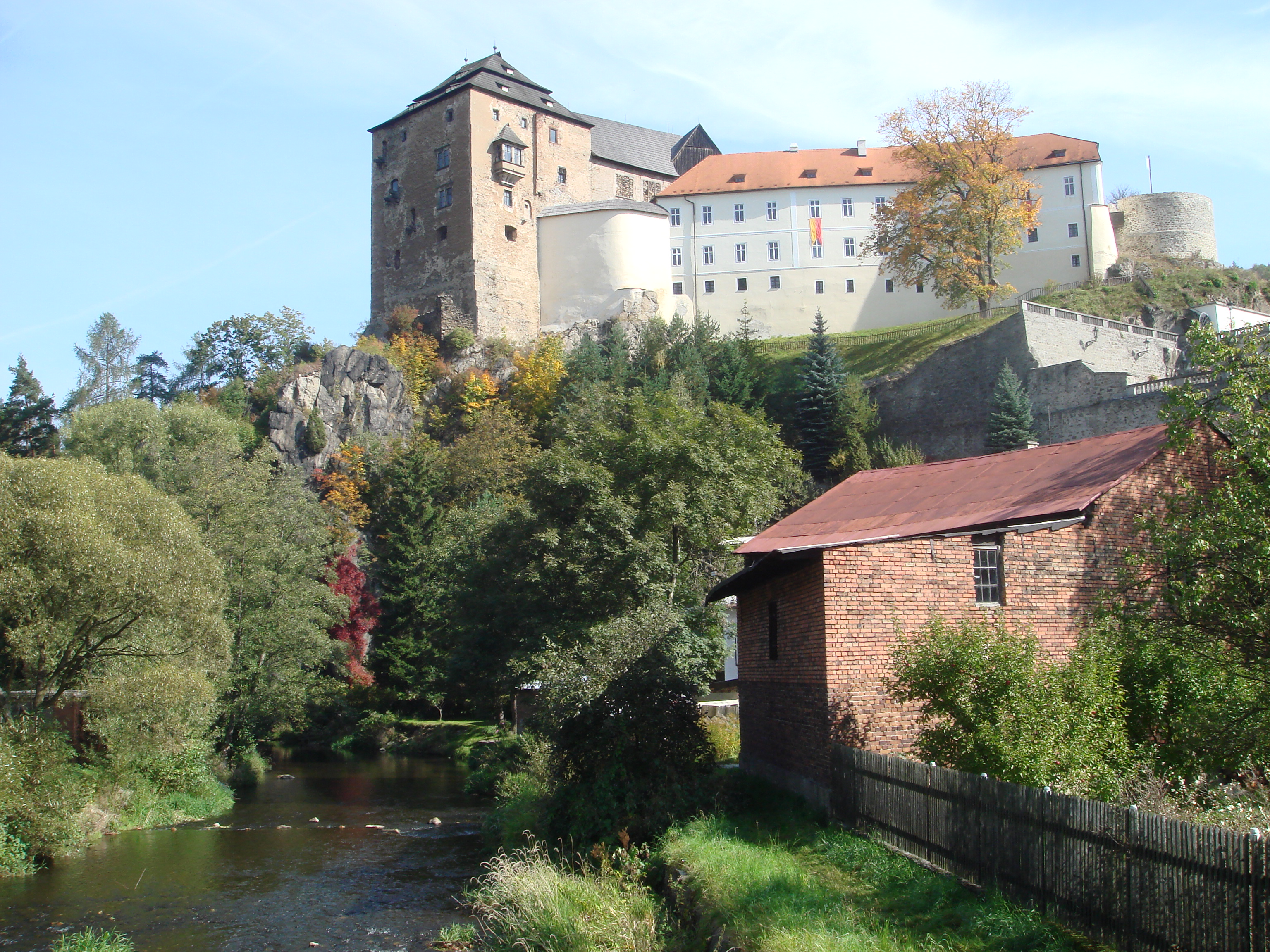
Kasteel Bečov nad Teplou

Vanaf 1938 hoorde Bečov bij het Derde Rijk. Op 4 oktober van dat jaar bezette de Wehrmacht de Tsjechische grensregio. In de Tweede Wereldoorlog sneuvelden 75 inwoners van de stad. Na de oorlog eindigde de heerschappij over de stad door de familie Beaufort-Spontini. De laatste eigenaar moest Tsjecho-Slowakije, wat net was opgericht, verlaten. In de eerste jaren na de oorlog werden alle Duitsers die in Bečov woonden uitgewezen. De stad en de omliggende gebieden raakten grotendeels onbewoond, en veel huizen raakten vervallen. Voor de oorlog woonden zo'n 2400 mensen in de stad, in 1947 waren hier nog maar 887 van over.
Aan het begin van de jaren 50 gingen er langzamerhand weer enkele families in de regio wonen, maar Bečov bleef eerst een onbeduidend stadje. In 1980 woonden er nog steeds maar 1.343 mensen.
De meeste Duitsers die uit de stad waren gezet waren, tot 1991, niet meer teruggeweest in Bečov. In dat jaar kwam daar verandering in. Er werd een soort reünie georganiseerd en op 29 en 30 juni 1991 was de eerste ontmoeting van de huidige Tsjechische met de voormalige Duitse inwoners van de stad.

Abertamy · Andělská Hora · Bečov nad Teplou · Bochov · Boží Dar · Božičany · Bražec · Březová · Černava · Čichalov · Dalovice · Děpoltovice · Doupovské Hradiště · Hájek · Horní Blatná · Hory · Hroznětín · Chodov · Chyše · Jáchymov · Jenišov · Karlsbad (Karlovy Vary) · Kolová · Krásné Údolí · Krásný Les · Kyselka · Merklín · Mírová · Nejdek · Nová Role · Nové Hamry · Ostrov · Otovice · Otročín · Pernink · Pila · Potůčky · Pšov · Sadov · Smolné Pece · Stanovice · Stráž nad Ohří · Stružná · Šemnice · Štědrá · Teplička · Toužim · Útvina · Valeč · Velichov · Verušičky · Vojenský újezd Hradiště · Vojkovice · Vrbice · Vysoká Pec · Žlutice